# Ryan Sawyer
Ryan Sawyer (* 1976 in San Antonio) ist ein US-amerikanischer Rock-, Jazz- und Improvisationsmusiker (Schlagzeug, Perkussion).

## Leben und Wirken
Sawyer begann mit elf Jahren Schlagzeug zu spielen, neben Rock und Jazz auch in Conjunto-, Zydeco- und Punkrock-Bands seiner Heimatstadt. Mit 19 Jahren entstanden erste Aufnahmen mit der Band At the Drive-In. 1997 zog er nach New York City und spielte dort u. a. in den Independent-Rock- und Underground-Folk-Bands TV on the Radio, Massive Attack, The Fiery Furnaces, Boredoms, The Mekons sowie mit Darius Jones, Thurston Moore, Charles Gayle, Kid Millions und Zeena Parkins. Daneben arbeitet er mit den eigenen Formationen Stars Like Fleas, Tall Firs und Eye Contact sowie in den Projekten Lonewolf & Cub, Higgins Waterproof Black Magic Band und in Oso Blanco (mit Colin Stetson, C. Spencer Yeh und Nate Wooley). Zu hören ist er u. a. auch auf Susan Alcorns Album Pedernal (2020) und Matana Roberts’ Coin Coin Chapter Five: In the Garden… (2023). Sawyer lebt in Brooklyn.

## Diskographische Hinweise
- Bruce Eisenbeil: Mural (CIMP, 1999)
- Louis Belogenis, Tony Malaby, Trevor Dunn, Ryan Sawyer: Twice Told Tales (DIW Records, 2003)
- Eye Contact: Embracing the Tide (Utech Records, 2005)
- Eye Contact: War Rug (KMB Jazz, 2006)
- Nate Wooley & Columbia Icefield: Ancient Songs of Burlap Heroes (Pyroclastic, 2022)
- Susan Alcorn, Patrick Holmes & Ryan Sawyer: From Union Pool (2023)